# Umuara
Umuara is een geslacht van spinnen uit de  familie van de Anyphaenidae (buisspinnen).

## Soorten
- Umuara fasciata (Blackwall, 1862)
- Umuara junin Brescovit, 1997
- Umuara juquia Brescovit, 1997
- Umuara pydanieli Brescovit, 1997